# 463 a.C.

## Eventos
- Rendição de Tasos.
- Públio Servílio Prisco e Lúcio Ebúcio Helva, cônsules romanos. Ambos morrem no mesmo ano quando uma forte epidemia de peste dizima a cidade de Roma.